# یواس‌اس اسکناندوا (وای‌تی-۳۳۶)
یواس‌اس اسکناندوا (وای‌تی-۳۳۶) (به انگلیسی: USS Skenandoa (YT-336)) یک کشتی بود که طول آن ۹۱ فوت ۰ اینچ (۲۷٫۷۴ متر) بود. این کشتی در سال ۱۹۰۹ ساخته شد.